# 1987 Versions
1987 Versions es un EP de la banda inglesa de Hard rock Whitesnake. El EP fue lanzado en 1987 e incluye los remixes de antiguos éxitos de Whitesnake, como: "Here I Go Again", "Standing in the Shadows" y "Need Your Love So Bad". El EP también contiene las canciones: "Looking for Love" y "You're Gonna Break My Heart Again", que no fueron lanzadas en Norteamérica hasta 1994. El EP solo fue lanzado en Japón.

## Lista de canciones
1. "Here I Go Again" (Remix)
2. "Standing in the Shadows" (Remix)
3. "Looking for Love"
4. "You're Gonna Break My Heart Again"
5. "Need Your Love So Bad" (Remix)

## Composición de la banda
- David Coverdale - Voz
- John Sykes - Guitarra
- Neil Murray - Bajo
- Aynsley Dunbar - Batería

- Datos: Q4583967